# Rouko (departamento)
Rouko é um departamento ou comuna da província de Bam no Burkina Faso. A sua capital é a cidade de Rouko.
Em 1 de julho de 2018 tinha uma população estimada em 18837 habitantes.